# Priszter Szaniszló
Priszter Szaniszló (Temesvár, 1917. szeptember 8. – Budapest, 2011. január 13.) magyar botanikus, a biológiai tudományok doktora, egyetemi docens, a budapesti Füvészkert egykori igazgatója. Botanikai szakmunkákban nevének rövidítése: „Priszter”.

## Életpályája
Édesapja Priszter Szaniszló, édesanyja Dőgl Aranka.
Budapesten érettségizett, majd 1935-ben felvételizett a budapesti Pázmány Péter Tudományegyetem jogi karára. A római és büntetőjogi előadások mellett gyakran látogatott növénytani előadásokat. 1938-tól a Magyar Biológiai Társaság Botanikai Szakosztályának tagja. 1940-ben szerezte meg a jogi diplomát.
A második világháborúban katona, később hadifogságba került. A háború alatt jelentek meg első botanikai közleményei Erdély flórájáról.
A háború után banktisztviselőként dolgozott, majd felhagyott ezzel a tevékenységével, s 1950-től tanársegéd lett a Kertészeti és Szőlészeti Főiskola (később Kertészeti és Élelmiszeripari Egyetem, ma a Corvinus Egyetem Kertészettudományi Kara) Növénytani Tanszékén, ahol 1957-ben védte meg kandidátusi értekezését. Ettől az évtől a Keszthelyi Mezőgazdasági Akadémia (ma a Pannon Egyetem Georgikon Kara) Növénytani Tanszékén folytatódott pályája. 1964-ben Soó Rezső és Simon Tibor hívására az Eötvös Loránd Tudományegyetem Botanikus Kertjének, azaz a Füvészkertnek lett az igazgatóhelyettese, majd 1966-tól 1981-ig, nyugdíjba vonulásáig igazgatója.
1992-ben szerezte meg az MTA biológiai tudományok doktora fokozatot.

## Munkássága
A botanikához kapcsolódóan az alábbi témákban, tudományterületeken tevékenykedett:

### Florisztika
A második világháború alatt a fronton teljesített szolgálatot, s hadifelszerelései között helyet biztosított Jávorka Sándor „Magyar flóra” című művének. Első botanikai közleményei a katonai szolgálat alatt lefolytatott erdélyi kutatásai nyomán születtek meg.
Őt tekintik az adventív növények és az őshonos gyomnövények magyarországi kutatásának elindítójának. 1944-től kezdte kutatni Budapest gyomflóráját. E tevékenységéből születtek meg az Amaranthus-vizsgálatok is 1949 és 1953 között. 1957-ben megvédett kandidátusi értekezését Magyarország adventív növényeinek ökológiai-areálgeográfiai viszonyairól írta.
A spontán flóra magyarországi kutatását elsősorban a Dél-Dunántúlon (Sopianicum) folytatta, de munkássága Erdély, a Balkán, valamint Kis- és Közép-Ázsia flóráját is számos adattal, új ismerettel gazdagította. Összesen 17 új taxont (alfaj, változat, hibrid) s további 50 infraspecifikus taxont (forma, lusus) írt le – ezeket az International Plant Names Index is számon tartja.
Saját kertjében több száz Sedum-, Sempervivum-, valamint hagymás és gumós fajból, változatból álló gyűjteményt ápolt, melyet hivatalosan génbanknak is nyilvántartottak.

### Botanikai művek, folyóiratok szerkesztése, lektorálása
1951-ben az ő jegyzetei és szerkesztése alapján kerültek kiadásra a „Vácrátóti Természetvédelmi Park és Botanikai Kutatóintézet”-ben 1950-ben megrendezett, a hazai botanikai kutatásoknak új irányt szabó, növényföldrajzi térképezéssel kapcsolatos előadások.
Ő szerkesztette Soó Rezső „A magyar flóra és vegetáció rendszertani-növényföldrajzi kézikönyve” című művének hat kötetét, s állította össze ezek név- és tárgymutatóit. A szerző halála után ő állította össze és adta ki a hetedik kötetet 1985-ben, mely az első hat kötet adatainak összesítése: ebben többek között felsorolja az előző hat kötetben említésre került növények mintegy 30 000 érvényes és szinonim nevét, valamint Soó Rezső tudományos munkásságának teljes bibliográfiáját.
Soó Rezső és Kárpáti Zoltán „Növényhatározó” című, 1968-ban megjelent művében található nagy mennyiségű nyomdahiba felsorolása – mely mintegy harminc gépelt oldalt tett ki –, kiváltotta Soó Rezső rosszallását, de 1969-ben, majd 1978-ban megjelenhettek a helyesbítések.
Miután az Akadémiai Nyomda raktárában ráakadt Jávorka Sándor és Csapody Vera híressé vált, 1929–34-ben megjelent közös művére („A magyar flóra képekben, Iconographia Florae Hungariae.”), az akkoriban már beszerezhetetlen művet újra szerkesztve, új címen, 1975-ben kiadta.
1954-től 1973-ig volt a „Botanikai Közlemények”, a Magyar Biológiai Társaság kiadványának technikai szerkesztője.
1959-től 2000-ig szerkesztette, illetve név- és tárgymutatókkal látta el a Magyar Tudományos Akadémia Agrártudományi Osztálya által elindított „Magyarország Kultúrflórája” sorozat köteteit.
Szakmai szerkesztői és bírálói munkásságát nyugdíjas éveiben is eredményesen folytatta. Többek között ő volt Christopher Brickell „Dísznövény enciklopédia. Az Angol Királyi Kertészeti Társaság Kézikönyve” címen magyarul megjelent könyvének szakmai szerkesztője és névmutatóinak, szakkifejezés-gyűjteményének összeállítója, s ő volt az egyik lektora Simon Tibor „A magyarországi edényes flóra határozója” című művének.

### Botanikatörténet
A Füvészkert igazgatójaként a Botanikus Kert irattárát rendezve, valamint a levéltárakban fellelhető dokumentumokat feldolgozva Gombocz Endre botanikatörténeti művei után számos új ismeretet közölt például a Füvészkert első igazgatóinak (Winterl József Jakab, Kitaibel Pál, Haberle Károly, Sadler József), a botanika első hazai tudós művelőinek az életéről, munkásságáról. Fakszimile kiadásban jelentette meg a „Winterl-index”-et, a Botanikus Kert első, 1788-ban kiadott, rézmetszetekkel illusztrált magkatalógusát, mely egyben Közép-Magyarország első flóraművének is tekinthető.
1971-ben írt könyvében részletes áttekintést adott a bicentenáriumát ünneplő Füvészkert mozgalmas történetéről.

### Botanikai szaknyelv ápolása és kutatása, szótárkészítés
1961-ben jelent meg először az a háromnyelvű szakszótár, amelyben a növényszervtan területéről közel 1500 szakkifejezést állított össze és magyarázott meg, s amelyhez Csapody Vera 17 táblán közel 500 rajzot készített. A mű több évtizeden keresztül hasznos segédkönyvnek számított a morfológiai és szisztematikai tanulmányokat folytatók számára.
A társszerzőkkel megírt, 1200 európai fa-, cserje- és félcserjefaj nyolcnyelvű növénynévszótárát 1983-ban adták ki.
Fontosnak tartotta a növények tudományos latin neve mellett magyar nevének összegyűjtését a növényvilág és a botanika megismertetése, illetve a magyar nyelv művelése szempontjából. Folyamatosan kutatta és gyűjtötte a korábbi századok növényneveit is. 1966-ban Csapody Verával közösen állított össze egy 9000 növénynevet tartalmazó szótárat, amely a hivatalosan elfogadott növényneveken kívül népi növényneveket is tartalmaz. 1986-ban jelent meg egy 16 000 növénynevet tartalmazó magyar-latin szógyűjteménye, melynek függelékében tájékoztatja az olvasókat a „Magyar növények helyesírási szabályairól” – ő maga a Magyar Tudományos Akadémia Helyesírási Bizottságának is tagja volt. 1986-os szótárának kibővített változatát 1998-ban fejezte be, amely ebben a formájában mintegy 50 000 cím- és utalószót tartalmaz: a kritikailag átvizsgált magyar növényneveket és az akkor legkorszerűbb tudományos latin elnevezéseket. 1988-ban a nagygombák magyar és latin névjegyzékét is összeállította.

### Természetvédelem
1974-ben Kovács Margittal írt munkájában felhívta a figyelmet a hazai flóra elszegényedésére, s elsőként adott egy listát Magyarország védelemre szoruló növényfajairól és növénytársulásairól.
Az 1977-ben kiadott, Kovács Margittal, Csapody Istvánnal és Szodfridt Istvánnal közösen írott munkában már mintegy 400 hazai növényfaj védetté nyilvánítását javasolták, közülük 40 faj megóvására azonnali intézkedést vártak. Ebben az időben Magyarországon csupán egyetlen növényfaj, az erdélyi hérics (Adonis volgensis Steven in DC., mai nevén A. hybrida G. Wolf ex Simonk.) élvezett védettséget. Az ebben a műben felsorolt fajok listája szolgált alapul annak a 310 védett és 30 fokozottan védett növényfajból álló listának a megállapításakor, amely az 1996-ban megszületett természetvédelmi törvényben szerepel.

## Családja
1949-ben vette feleségül Schumi Mártát. 1953-ban született gyermekük, Priszter Andrea.

## Díjai, elismerései
- Jávorka Sándor-díj (1988)
- Kitaibel Pál Emlékérem (1997)

## Fontosabb művei
- »Amaranthus«-vizsgálatok.[I.] »Amaranthus«-hibridek Magyarországon. 1949.
- »Amaranthus«-vizsgálatok.[II.] Az »Amaranthaceae« család és általános jellemzése. 1950.
- Soó Rezső, Zólyomi Bálint: Növényföldrajzi térképezési tanfolyam jegyzete (szerkesztőként). 1951.
- Magyarország Amaranthus-fajainak kritikai feldolgozása. (»Amaranthus«-vizsgálatok III.) 1953.
- Magyarország adventív növényeinek ökológiai-areálgeográfiai viszonyai. Kandidátusi értekezés. 1957.
- A növényszervtan terminológiája. Háromnyelvű szakszótár. (Csapody Verával). 1961, 1963.
- Soó Rezső: „A magyar flóra és vegetáció rendszertani-növényföldrajzi kézikönyve I–VI.” (szerkesztőként). 1964, 1966, 1968, 1970, 1973, 1980.
- Magyar növénynevek szótára. (Csapody Verával). 1966.
- A budapesti egyetemi botanikus kert, 1771–1971. 1971.
- Hagymás kerti virágok, vadon is élő, télálló hagymás-gumós dísznövények.. 1974.
- A flóra és vegetáció változása Magyarországon az utolsó száz évben. (Kovács Margittal). 1974 [1975].
- Jávorka Sándor, Csapody Vera: „Iconographia florae partis Austro-Orientalis Europae Centralis. Közép-Európa délkeleti részének flórája képekben.” (szerkesztőként). 1975.
- Védelmet kívánó növényfajaink és növénytársulásaink. (Kovács Margittal, Csapody Istvánnal és Szodfridt Istvánnal). 1977.
- Európa fái és cserjéi. Nyolcnyelvű szótár; Arbores Fruticesque Europae. Vocabularium; Octo Linguis; Redactum. (szerkesztőként). 1983.
- Hagymások, gumósok. Búvár Zsebkönyvek, (Varga Emmával). 1984.
- A magyar flóra és vegetáció rendszertani-növényföldrajzi kézikönyve VII.. 1985.
- Növényneveink: Magyar-latin szógyűjtemény. 1986.
- A nagygombák magyar és latin névjegyzéke. 1988.
- A magyar flóra ismerete: hozzájárulás és történeti áttekintés. Akadémiai doktori disszertáció. 1992.
- Az élővilág megismerésének kezdetei hazánkban. (Kádár Zoltánnal). 1992.
- A magyar kultúrnövények eredete. 1995.
- Növényneveink: A magyar és a tudományos növénynevek szótára. 1998 [1999].

## Emlékezete
- Az Egymásért vagyunk című, 2020-ban megjelent tudománytörténeti összeállításban munkásságára történő visszatekintés jelenik meg.[6]